# Гуменський Рокитів
Гуменський Рокитів (Рокитів коло Гуменного) (словац. Rokytov pri Humennom) — село, громада в окрузі Гуменне, Пряшівський край, північно-східна Словаччина.

## Історія
Давнє лемківське село. Уперше згадується 1379 року.

## Населення
| Рік:            | 1993 | 2003     | 2013    | 2023    |
| --------------- | ---- | -------- | ------- | ------- |
| Кількість осіб: | 363  | 306      | 317     | 294     |
| Різниця:        |      | -15,70 % | +3,59 % | -7,25 % |

| Рік:            | 2022 | 2023    |
| --------------- | ---- | ------- |
| Кількість осіб: | 296  | 294     |
| Різниця:        |      | -0,67 % |

В селі проживає 285 осіб.
Національний склад населення (за даними останнього перепису населення — 2001 року):
- словаки — 73,75 %
- русини — 14,75 %
- українці — 8,85 %

Склад населення за приналежністю до релігії станом на 2001 рік:
- греко-католики: 80,83 %,
- римо-католики: 10,91 %,
- православні: 2,06 %,
- не вважають себе віруючими або не належать до жодної вищезгаданої церкви: 5,89 %

## Пам'ятки
У селі є греко-католицька церква Різдва Пресвятої Богородиці з 1777 року в стилі бароко-класицизму, перебудована в 1820 році.

## Уродженці
- Юрій Панько, словацько-русинський лінгвіст.